# Project Sylpheed
Project Sylpheed es un videojuego de Xbox 360.

## Historia
En 1986 nace para PC-8801, y en 1988 es trasladado a FM-7 y finalmente ese mismo año es adquirido por Sierra On line, que lo porta a PC y otras plataformas, llamándolo SILPHEED.
Años más tarde Game Arts (más conocida por sagas de Rpg´s como Lunar o Grandia) retoma este título y, publicado por Sega, lanza el 30 de julio de 1993 en Japón SHILPEED para Mega CD, en el que pilotando nuestra SA-777, el jugador combate a la amenaza terrorista en el espacio en un entorno poligonal.
Este juego estaría llamado a convertirse en uno de los mejores shooter de la década de los 90.
Ya en el año 2000 y de la mano de Working Designs, Game Arts junto con Tresaure desarrollan para PlayStation 2 SILPHEED: the Lost Planet, con una temática similar al juego anterior, cuyo desarrollo se centraba en la defensa contra los alienígenas de “La Plaga”.

## Argumento
Project Sylpheed se narra a través de flashbacks durante el juego. La acción tiene lugar en el siglo 27, cuando los humanos han expandido y colonizado varios mundos bajo el control del Gobierno Central de la Tierra (TCG) que debe usar la fuerza para sofocar algunas rebeliones coloniales.  La ADAN Alliance, formada por colonias de cuatro sistemas que buscan la secesión.  Los centrales responden atacando el planeta Acheron haciéndolo inavitable.  ADAN declara la guerra al gobierno central.

## Modo de juego
En Project Sylpheed eres un piloto novato de un Delta Saber en una campaña de 16 misiones.
Los objetivos son destruir determinados enemigos o proteger naves aliadas.
  Si fallas muchas veces una determinada misión, el juego te ofrece saltartela.
Con el pad controlamos la nave en cualquier dirección.  combinando botones se pueden hacer maniobras acrobáticas o dar hiper-aceleración La nave es destruida cuando su coraza llega a cero.
Al principio el jugador recibe unos pocos misiles y bombas  pero luego obtendrá un armamento más variado y poderoso. Cuantos más enemigos destruya o objetivos cumpla más puntos para gastar podrá ganar.
Tras ganar la campaña el jugador podrá rejugarla en el modo New Game Plus.